# Leptosia alcesta
The African Wood White or Flip Flop (Leptosia alcesta) là một loài bướm ngày thuộc họ Pieridae, found in the Africa.
Sải cánh dài 30–40 mm in males và 35–42 mm in females. Con trưởng thành bay quanh năm, peaking từ tháng 3 đến tháng 5.
The larva feed on Richea species, Capparis fascicularis, và Capparis brassii.

## Hình ảnh

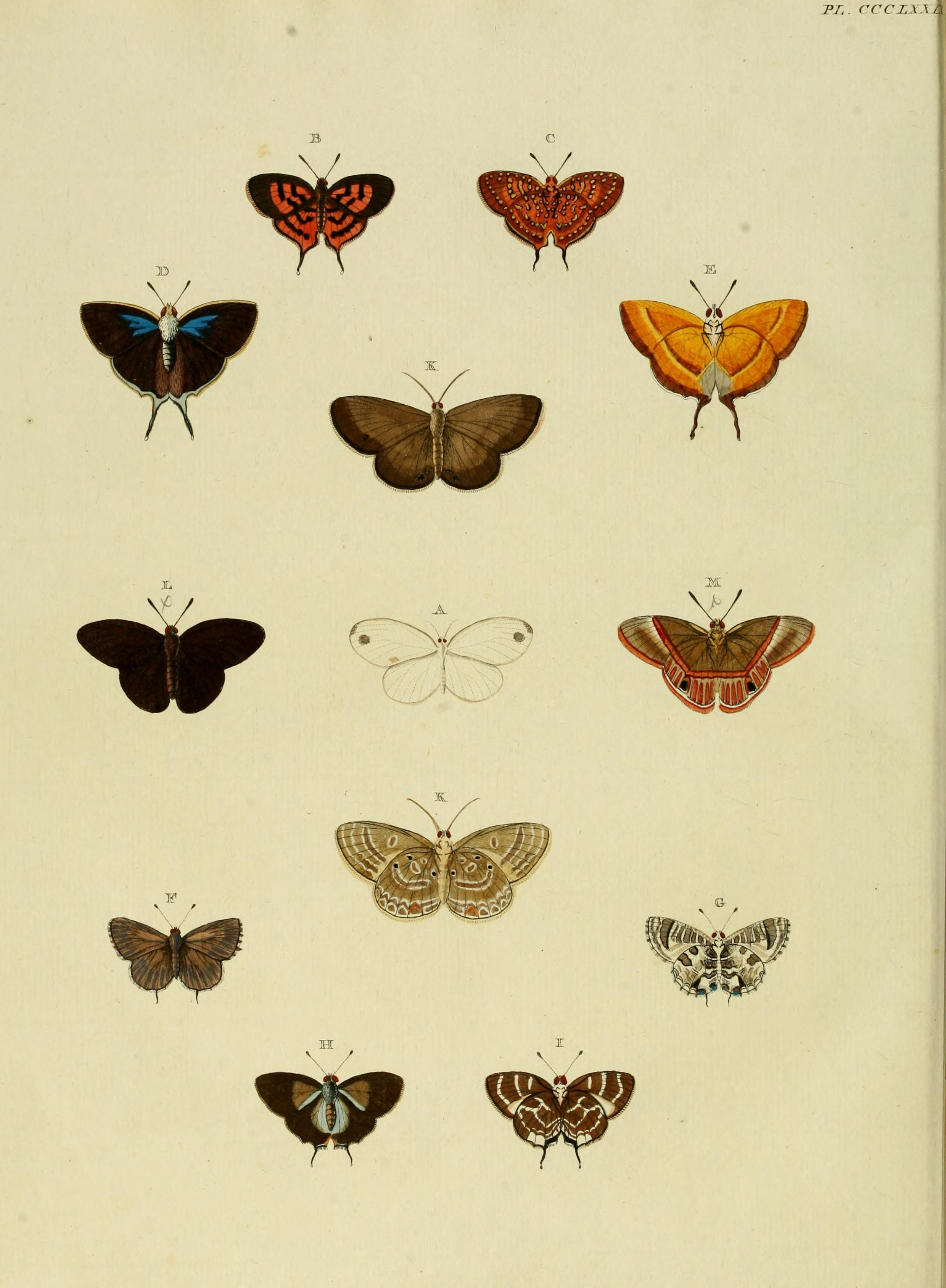